# Kanne (Adelsgeschlecht)

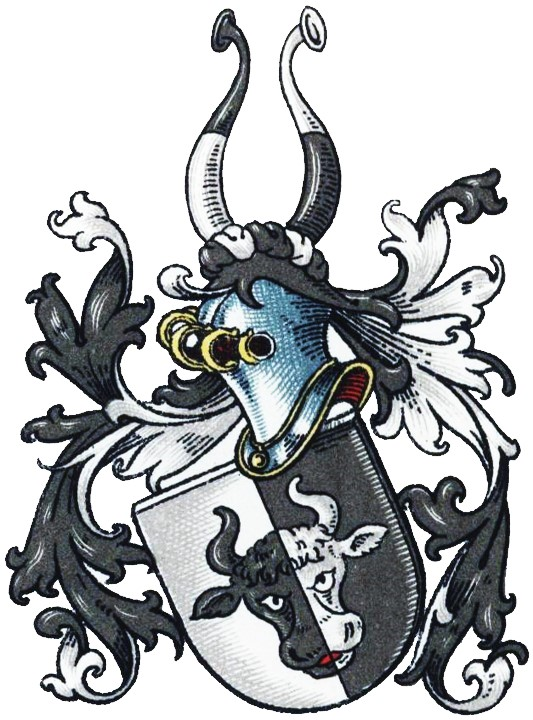
Stammwappen derer von Kanne

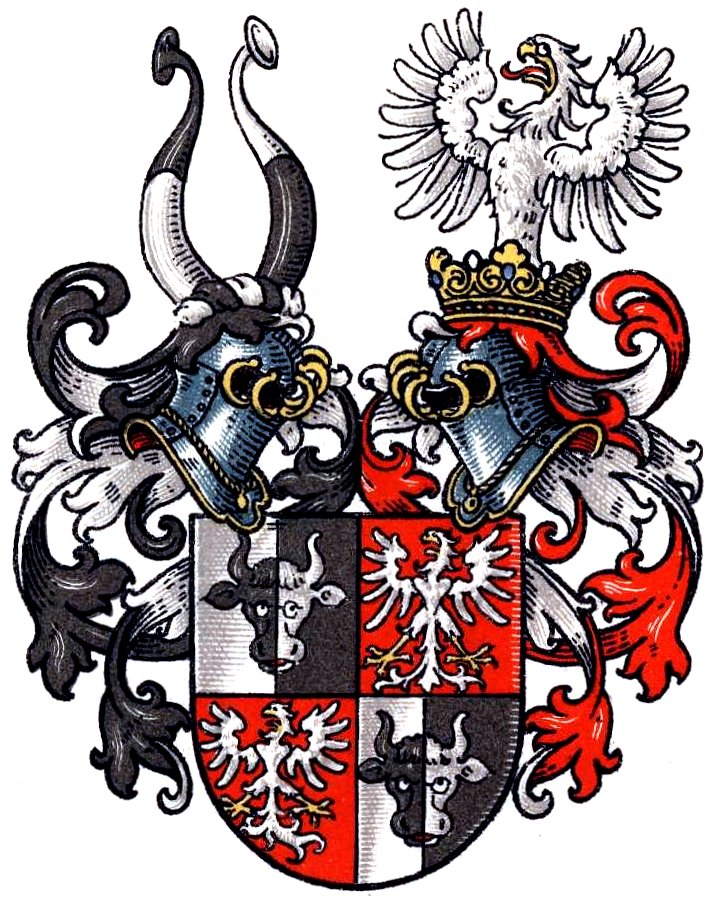
Freiherrenwappen derer von Kanne

Die Herren von Kanne (auch: Kannen) sind ein westfälisches Adelsgeschlecht, das auch in Sachsen ansässig war.

## Geschichte
Das Geschlecht erscheint urkundlich mit Johann Kanne schon 1320, stammt aus Ostwestfalen und hatte bzw. hat dort Besitz in Breitenhaupt seit 1393, Bruchhausen 1550–1625, inklusive dem Ottberger Hof bis 1650 und dem Patronat der Laurentiuskirche, Löwendorf 1400–1695, Hohehaus (früher: Dungen), Lügde 1625–1650 und Thienhausen seit 2017. Außerdem war 1669–1685 Kannenhof bei Solingen im Familienbesitz.
Eine Familienlinie ging im 16. Jahrhundert nach Sachsen und besaß dort Klöden (1552–1660), Gentha (1670), Gonna (1690), Jessen (1670) und Treben (1690). In Franken waren ferner Bühl, Heydhoff (beide 1624), Moggenbrunn 1780 und Hassenberg 1782 im Besitz dieser Familienlinie. Christian Ernst von Kanne zu Klöden wurde 1676 in den Reichsfreiherrenstand erhoben. Auch auf dem Baltikum war die Familie vertreten. Otto Kanne († 1601), 1592 Ratsherr zu Riga, erhielt Murrikas in Livland verliehen.

## Persönlichkeiten
- Jobst von Kanne zu Lügde (16. Jh.), Drost von Beverungen
- Otto Kanne († 1601), 1592 Ratsherr zu Riga
- Bernhard Ludolph Kanne (1588–1660), kursächsischer Kammerjunker und Besitzer der Rittergüter Klöden und Löwendorf
- Christian Ernst von Kanne (1617–1677), kursächsischer Kammerherr, Oberhofmarschall und Amtshauptmann der Ämter Schweinitz, Schlieben, Seyda, Annaburg und Gräfenhainichen, Obersteuereinnehmer und Rittergutsbesitzer
- Moritz von Kanne, 1676 preußischer Kommandant der Festung Minden, Oberstleutnant
- Friedrich Mordian von Kanne, 1691–1727 Domherr und Küster in Paderborn
- Bernd von Kanne (1884–1967), Politiker (NSDAP) und Reichskommissar für Milch- und Fettwirtschaft sowie Reichskommissar für die Durchführung der Marktordnung

## Wappen
- Blasonierung des Stammwappens: Der Schild gespalten von Silber und Schwarz. Über das Ganze ein gespaltener Stierkopf mit gewechselten Farben. Auf dem schwarz-silbern gewulsteten Helm zwei von schwarz-silber über Eck geteilte Büffelhörner. Die Helmdecken sind schwarz-silbern.[7]
- Blasonierung des Freiherrenwappens: Der Schild geviert: Felder 1 und 4 von Silber und Schwarz gespalten mit einem Stierkopf in gewechselten Farben belegt. Felder 2 und 3 in Rot ein silberner Adler. Zwei Helme: I. Schwarz-silbern gewulstet, darüber zwei schwarz-silberne über Eck geteilte Büffelhörner. II. gekrönt, der silberne Adler wachsend. Die Helmdecken schwarz-silbern und rot-silbern.[8]

Weitere Wappendarstellung:

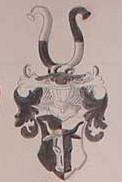
Wappen derer von Kanne in Paderbornschem Rittersaal